# Jenova Chen
Jenova Chen (właściwie Chen Xinghan, chiń. upr. 陈星汉; chiń. trad. 陳星漢; pinyin Chén Xīnghàn, ur. 1981 w Szanghaju) – chiński projektant gier komputerowych, znany jako twórca wielokrotnie uhonorowanych dzieł Cloud, Flow, Flower i Podróż, a także jako współtwórca studia Thatgamecompany. W Szanghaju Chen zdobył tytuł licencjata nauk komputerowych, natomiast po przeprowadzce do Los Angeles – stopień magisterski na wydziale mediów interaktywnych Uniwersytetu Południowej Kalifornii. Tam właśnie stworzył gry Cloud i Flow, a także poznał studentkę Kellee Santiago. Po krótkim epizodzie w firmie Maxis, gdzie pracował nad grą Spore, założył wraz z Santiago spółkę Thatgamecompany i został jej dyrektorem kreatywnym. Podpisała ona kontrakt na trzy produkty z Sony Computer Entertainment, sprzedając Flow, Flower oraz Podróż przez PlayStation Network.
Jako że Chen dorastał w Chinach i pracuje w Stanach, uważa, że jako projektant gier nie może w pełni identyfikować się z jedną kulturą. Z tego powodu próbuje tworzyć dzieła wywołujące uczucia uniwersalne dla każdego odbiorcy. Jego celem jest uczynienie gier komputerowych dojrzałym medium poprzez dostarczanie graczom szczególnych doznań. Chen wraz z Thatgamecompany konsekwentnie unika produkcji tradycyjnej interaktywnej rozrywki w celach komercyjnych, ponieważ sądzi, że to kłóci się z jego pozycją niezależnego twórcy gier.

## Życiorys
Chen urodził się w Szanghaju, gdzie mieszkał do 2003 roku. Jego rodzice należeli do klasy średniej, przy czym jego ojciec pracował w przemyśle komputerowym. Mimo że Chen w dzieciństwie pasjonował się sztuką i rysunkami, jego ojciec wywołał w nim zainteresowanie komputerami, zaznajamiając go w wieku 10 lat z programowaniem. Chen zaczął wtedy wykazywać zainteresowanie grami komputerowymi, aczkolwiek nie był tak zachwycony programowaniem. Gdy Chen był nastolatkiem, duże wrażenie wywarła na nim popularna chińska gra The Legend of Sword and Fairy. Wynikało to stąd, że miał on ograniczony dostęp do książek czy filmów, które wywoływały podobne przeżycia wśród innych ludzi. Po osiągnięciu dojrzałości emocjonalnej zamierzał wykorzystać swoje osobiste doświadczenia przy produkcji własnych gier. Podczas nauki w szkole średniej Chen wybrał angielskie imię Jenova, pochodzące od postaci występującej w Final Fantasy VII, by podkreślić swoją indywidualność.
Otrzymał tytuł licencjata z inżynierii komputerowej na Uniwersytecie Jiao Tong w Szanghaju; kierunek ten uznał za łatwy ze względu na swoje obycie z komputerami, ale twierdził, że największą uwagę przykładał tam do uczenia się sztuki i animacji cyfrowej. Następnie uzyskał wykształcenie dodatkowe w projektowaniu gier na Uniwersytecie Donghua. Ze względu na stałe zainteresowanie grami komputerowymi brał udział w tworzeniu trzech gier w ramach koła studenckiego. Jako absolwent miał jednak problem ze znalezieniem w chińskim przemyśle gier komputerowych pracy, która odpowiadałaby jego zainteresowaniom z pogranicza inżynierii, sztuki i projektowania. Na dodatek czuł, iż mało gier kierowanych jest do dojrzałego odbiorcy. Chen rozważał również pracę nad animacją komputerową na potrzeby filmów.
Następnie Chen emigrował do Stanów Zjednoczonych, aby otrzymać stopień magistra w szkole sztuk kinowych (School of Cinematic Arts) na Uniwersytecie Południowej Kalifornii. Studiował w ramach wydziału mediów interaktywnych (USC Interactive Media Division). Potrzebował tego tytułu zawodowego, by zwiększyć szansę na znalezienie w Chinach pracy, jakiej pragnął. Podczas nauki na uniwersytecie uzyskał inspirację do twórczości niezależnej, gdy pojawił się na konferencji Game Developers Conference; tam okazało się, że studenckie prace pokazywane w ramach festiwalu Independent Games Festival prezentują poziom podobny do gier tworzonych przez Chena w poprzedniej szkole, co Chen odebrał pozytywnie. Podczas nauki uniwersyteckiej poznał studentkę Kellee Santiago z tego samego wydziału, po czym oboje zdecydowali się pracować razem nad grami spoza głównego nurtu. Ich pierwszym dziełem, które przyczyniło się do zdobycia przez nich stypendium wartości 20 tysięcy dolarów amerykańskich, była opublikowana w 2005 roku Cloud. Przedstawia ona sen chorego chłopca znajdującego się w szpitalu. Pomysł na grę Chen częściowo zaczerpnął z własnego życia, gdyż był hospitalizowany wskutek astmy. Gra została zaprojektowana jako próba rozszerzenia spektrum emocji, których zdaniem twórców gry komputerowe unikały. Na wystawie studenckiej, podczas Game Developers Conference, Chen i Santiago pokazali grę przedstawicielowi Sony, Johnowi Hightowi. Wyraził on zainteresowanie produkcją, ale nie zawarł kontraktu. Cloud zdobyła nagrody studenckie na konkursie Slamdance Guerrilla Games Competition oraz festiwalu Independent Games Festival, a także była pokazywana w kanałach Spike TV, G4TV i CBS News.
Chen uważał, że powodem ciepłego przyjęcia gry Cloud było to, iż emocje, które wywoływała ona w graczach, różniły się od innych gier dostępnych w owym czasie. Wierzył też, że to powinno go zmotywować do projektowania kolejnych dzieł, które mają zmienić postrzegania gier przez ludzi. Chen kontynuował swą pracę w ramach pracy magisterskiej, używając koncepcji dynamicznego wyważania rozrywki, wedle której gra dostosowuje się do działań i umiejętności gracza. Ilustrację tego pomysłu stanowiła gra Flow, napisana przez Chena wraz z Nicholasem Clarkiem przy użyciu technologii Flash. Gra ta pozwala graczowi na sterowanie wodnym mikroorganizmem na różnych głębokościach oceanu, przy czym kierowany organizm zjada inne oraz ewoluuje w miarę postępu rozgrywki. Flow została opublikowana w marcu 2006 roku, uzyskując 100 tysięcy pobrań w ciągu dwóch tygodni od premiery i około 650 tysięcy do lipca tego samego roku. Jej wersja na PlayStation 3 została zapowiedziana w maju 2006 roku w ramach dystrybucji elektronicznej przez PlayStation Store, a jej premiera odbyła się w lutym 2007 roku. Edycja na PlayStation Portable autorstwa studia SuperVillain Studios ukazała się w marcu 2008 roku. Flow stała się grą pobraną najczęściej spośród wszystkich produkcji na PlayStation Network w 2007 roku, uzyskując też nagrodę dla najlepszej pobieralnej gry podczas rozdań nagród Game Developers Choice Awards.
Po ukończeniu studiów Chen i Santiago założyli w Los Angeles swoje własne studio pod nazwą Thatgamecompany i podpisali kontrakt z Sony na trzy gry na PlayStation Store. Edycja Flow na PlayStation 3 była pierwszą z nich, a podczas jej produkcji Chen przez krótki czas pracował dla studia Maxis nad grą Spore. Po wydaniu Flow Chen wrócił do Thatgamecompany i rozpoczął pracę nad drugą grą studia.

### Thatgamecompany
Jego kolejna gra, Flower, była pierwszą jego produkcją powstałą po ukończeniu uniwersytetu. Chen został jej dyrektorem kreatywnym, podczas gdy producentem była Santiago, a Clark – głównym projektantem. Nad jej produkcją w różnych etapach produkcji pracowało od sześciu do dziewięciu osób. Flower miał w zamierzeniu Chena przede wszystkim wywoływać pozytywne przeżycia u gracza. Opisywał ją on jako interaktywny poemat o konflikcie między miastem a przyrodą. Chen zaprojektował grę na podstawie zamysłu, iż pierwotnym celem produktów rozrywkowych (między innymi gier komputerowych) było wywołanie uczuć wśród odbiorców, a zasięg emocjonalny większości z tych gier był ograniczony. Aby sprawić, że Flower uzyska upragnione spektrum emocjonalne, Chen patrzył na proces produkcji bardziej jak na tworzenie dzieła sztuki niż pozbawionej wyższych uczuć gry rozrywkowej. W 2008 roku, jeszcze podczas produkcji Flowera, Chen znalazł się na przygotowanej przez Massachusetts Institute of Technology liście 35 najlepszych innowatorów świata w wieku poniżej 35 lat.
Flower został dobrze przyjęty przez krytyków i był wielokrotnie nagradzany. Po jego publikacji Chen wraz z Thatgamecompany rozpoczął pracę nad ostatnią zakontraktowaną grą pod nazwą Podróż. W zamierzeniu Chena Podróż miała koncentrować się na aspekcie komunikacji i wzajemnych oddziaływań społecznych w grach komputerowych. Podczas gdy w większości gier komunikacja między graczami jest instrumentem służącym określonym celom rozgrywki, w Podróży gracze nie mogą porozumiewać się bezpośrednio między sobą; zamiast tego muszą zbudować relacje między sobą poprzez wzajemną pomoc, aczkolwiek w każdej chwili mogą się rozstać. Podróż ukazała się w marcu 2012 roku, zyskując opinię arcydzieła sztuki interaktywnej dzięki intensywności przeżyć i naciskowi położonemu na stronę estetyczną.

## Wpływy oraz dewiza twórcy
Chen gra w różnorodne gry komputerowe, ale jako najbardziej wpływające na jego twórczość wskazuje Katamari Damacy, Ico oraz Shadow of the Colossus. Inspirację dała mu też gra Final Fantasy VII, z której zaczerpnął przybrane imię. Osobiście gra także z innymi graczami w ramach współzawodnictwa, między innymi w gry Street Fighter IV i StarCraft. Mimo swej tendencji do rywalizacji z innymi graczami unika implementacji podobnych rozwiązań we własnych grach, idąc pod prąd tendencjom branżowym. Jako że Chen dorastał w Chinach i pracuje w Stanach, uważa, że jako projektant gier nie może się w pełni identyfikować z jedną kulturą. Z tego powodu, zamiast przystosowywać swoje gry do konkretnej kultury, próbuje tworzyć dzieła wywołujące uczucia uniwersalne dla każdego odbiorcy.
Gdy Chen opuścił Maxis, by powrócić do Thatgamecompany, wiedział, że wiąże się to z mniej płatną i mniej stabilną karierą. Uważał pomimo tego, że dla branży byłoby lepiej tworzyć gry, które wywołują inne reakcje emocjonalne wśród graczy niż jedynie podekscytowanie i strach. Jakkolwiek Chen nie sprzeciwia się powstawaniu gier akcji, a jego spółka wyprodukowała kilka dynamicznych dzieł dla Sony, twierdzi on, że Thatgamecompany będzie realizować wyłącznie zlecenia zewnętrznych przedsiębiorstw, nie zaś produkować komercyjnych gier na własny użytek. Tłumaczy to faktem, iż mogłoby to naruszyć niezależność studia. Podobnie Chen nie zamierza tworzyć wysokobudżetowych przebojów, gdyż powodowane tym nastawienie na zysk mogłoby zdławić innowację, na jakiej powinna jego zdaniem kierować się Thatgamecompany. Chen wierzy, że gry komputerowe mogą stać się dojrzałym medium na miarę filmów, a w interesie całej branży leży wzbudzanie w graczach spektrum reakcji emocjonalnych. Według Chena istnieją tylko trzy sposoby na oddziaływanie przez gry komputerowe na dojrzałych odbiorców tak samo, jak na dzieci: odkrywanie przed nimi nowych sposobów patrzenia na świat, dotknięcie ich emocjonalnie lub stworzenie dla nich środowiska społecznego, w którym mogliby nawzajem wymieniać uczucia.